# Последний рейс «Альбатроса»
«После́дний рейс «Альбатро́са» — советский четырёхсерийный телевизионный художественный фильм режиссёра Леонида Пчёлкина, снятый на Творческом объединении «Экран» по мотивам романа Евгения Федоровского «Штурмфогель без свастики» в 1971 году. Телевизионная премьера состоялась на Центральном телевидении СССР 20 сентября 1971 года.

## Сюжет
Советской разведке удалось накануне войны внедрить своего агента с кодовым именем «Март» в одно из элитных подразделений Военно-воздушных сил Германии. Главной задачей разведчика стало противодействие запуску в серийное производство опытного образца реактивного самолёта, проходившего испытания на специально оборудованном лётном полигоне, недалеко от Берлина.
Сохранением секретности работ занимается специальное подразделение, руководитель которого приложил максимум усилий, чтобы не допустить утечки информации. Помимо «Марта» за ходом испытаний заинтересованно наблюдает группа «Альта», составленная из немецких антифашистов. После ряда следственных действий агентам спецслужб удаётся запеленговать их радиостанцию и выйти на след подпольщиков.
Советскому разведчику приходится идти на риск и организовать подрыв одной из машин на пути следования к месту испытаний. Вторую он сам уничтожает в воздухе над усиленно охраняемым полигоном и жертвует, ради выполнения ответственного задания, своей жизнью.

## В ролях
- Витаутас Томкус — Пауль Латманн («Март») (озвучивание — Владимир Ферапонтов)
- Юрис Каминскис — Альберт Вайдеманн (озвучивание — Артём Карапетян)
- Бронюс Бабкаускас — генерал Эрнст Удет (озвучивание — Владимир Балашов)
- Юрис Плявиньш — Эрих Хайдте (озвучивание — Вячеслав Подвиг)
- Антс Эскола — Карл Буга (озвучивание — Олег Мокшанцев)
- Вайва Майнелите — Ютта (озвучивание — Ольга Красина)
- Антанас Габренас — капитан Зигфрид Коссовски (озвучивание — Виктор Рождественский)
- Тыну Аав — майор Эвальд фон Регенбах (озвучивание — Владимир Кенигсон)
- Ольгерт Шалконис — Мильдерс (озвучивание — Аркадий Толбузин)
- Аудрис Хадаравичюс — Вальтер Зейц (озвучивание — Юрий Пузырёв)
- Олев Эскола — Вагнер (озвучивание — Борис Иванов)
- Юрис Леяскалнс — капитан Вернер Флике (озвучивание  — Константин Карельских)
- Имантс Адерманис — Вилли Мессершмитт (озвучивание — Юрий Чекулаев)
- Стяпонас Космаускас — доктор Эрнст Хейнкель (озвучивание — Анатолий Кубацкий)
- Гирт Яковлев — Альфред Крюгер (озвучивание — Вадим Захарченко)
- Карлис Себрис — профессор Иоганн Зандлер (озвучивание — Ростислав Плятт)
- Ингрида Андриня — Эрика Зандлер (озвучивание — Данута Столярская)
- Иван Соловьёв — Владимир Зяблов
- Хайнц Браун — Готлиб Циммер (озвучивание — Алексей Сафонов)
- Я. Ионанс — Генрих Цоссен
- В. Зембергс — капитан Иозеф Франке
- Г. Гейде — капитан Питер Гехорсман
- Рудольфас Янсонас — обер-лейтенант Рудольф Шверин (озвучивание — Рудольф Панков)
- М. Запорожец — связной
- Евгений Марков — следователь
- Миервалдис Озолиньш — Пфистермайстер (озвучивание — Борис Баташев)
- Сергей Лисовский
- Волдемар Лобиньш — эпизод

## Съёмочная группа
- Автор сценария: Юрий Маслов, Евгений Федоровский
- Режиссёр-постановщик: Леонид Пчёлкин
- Оператор-постановщик: Юрий Схиртладзе
- Композитор: Альфред Шнитке
- Дирижёр: Эмин Хачатурян
- Текст песни: Александра Галича
- Песню исполняет: Юрий Гуляев